# Placówka Straży Celnej „Zyndranowa”

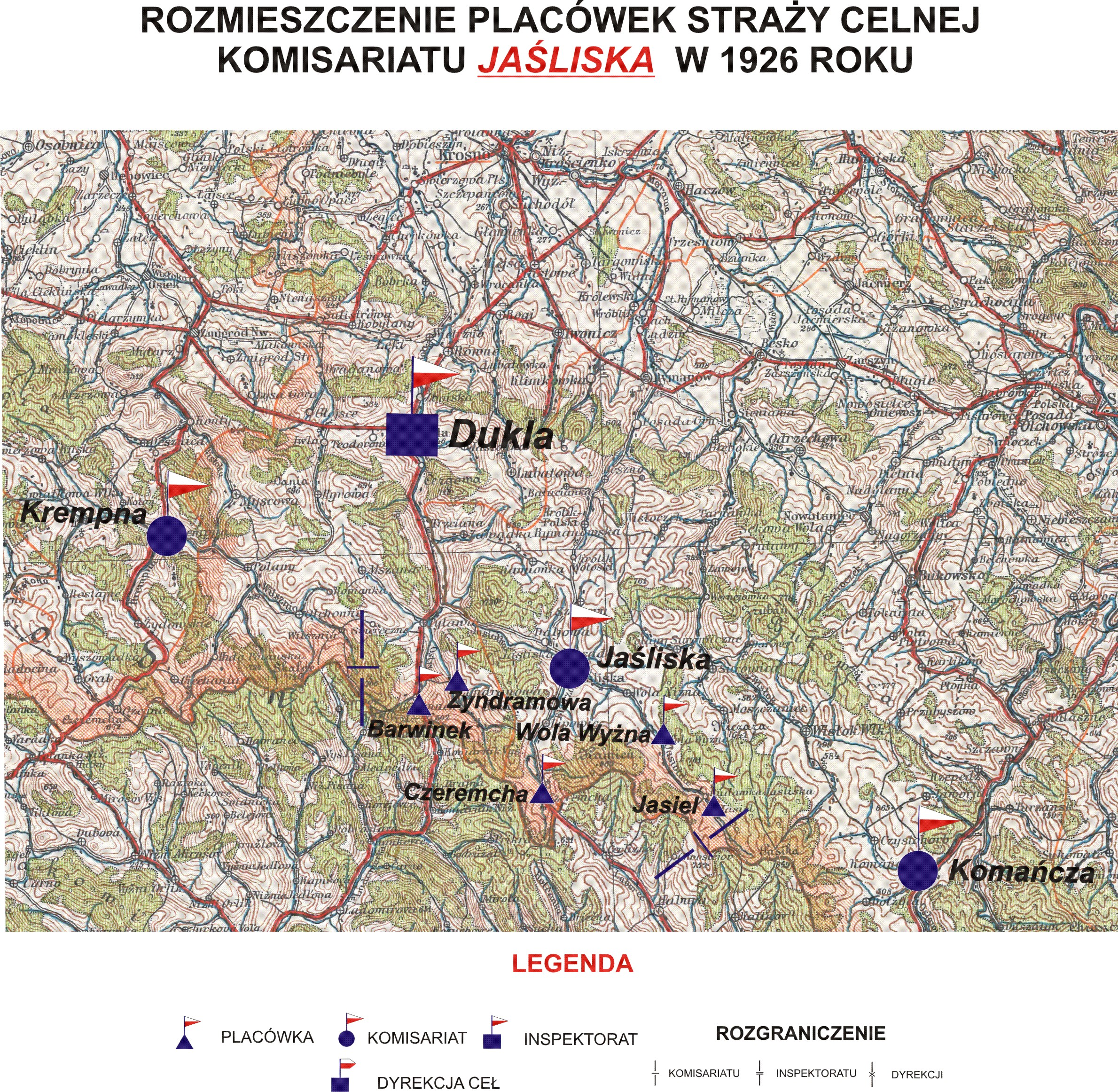
Rozmieszczenie placówek SC Komisariatu Jaśliska w 1926 r.

Placówka Straży Celnej „Zyndranowa” – jednostka organizacyjna Straży Celnej pełniąca w okresie międzywojennym służbę ochronną na granicy polsko-czechosłowackiej.

## Formowanie i zmiany organizacyjne
Na wniosek Ministerstwa Skarbu, uchwałą z 10 marca 1920 roku, powołano do życia Straż Celną. Od połowy 1921 roku jednostki Straży Celnej rozpoczęły przejmowanie odcinków granicy od pododdziałów Batalionów Celnych. W 1922 roku w Dukli stacjonował sztab 2 kompanii 6 batalionu celnego. Kompania wystawiała między innymi placówkę w Zyndrowej. Proces tworzenia Straży Celnej trwał do końca 1922 roku. Placówka Straży Celnej „Zyndranowa” weszła w podporządkowanie komisariatu Straży Celnej „Jaśliska” z Inspektoratu SC „Dukla”.
W drugiej połowie 1927 roku przystąpiono do gruntownej reorganizacji Straży Celnej. W praktyce skutkowało to rozwiązaniem tej formacji granicznej. Ochronę północnej, zachodniej i południowej granicy państwa przejęła powołana z dniem 2 kwietnia 1928 roku Straż Graniczna. W strukturach nowo powstałej formacji placówki „Zyndranowa” nie odtworzono.

## Funkcjonariusze placówki
Kierownicy placówki
| stopień    | imię i nazwisko, numer  | okres pełnienia służby | kolejne stanowisko |
| ---------- | ----------------------- | ---------------------- | ------------------ |
| przodownik | Franciszek Banach (342) | był w 1926             |                    |

Obsada personalna placówki w 1926:
- przodownik Franciszek Banach (342)
- starszy strażnik Stanisław Szymczak (1100)
- strażnik Jan Zych (1110)
- strażnik Józef Janiszewski (2055)